# Maculotriton
Maculotriton is een geslacht van weekdieren uit de klasse van de Gastropoda (slakken).

## Soort
- Maculotriton serriale (Deshayes, 1833)

### Synoniemen
- Maculotriton bracteatus (Hinds, 1844) => Maculotriton serriale (Deshayes, 1833)
- Maculotriton digitale (Reeve, 1844) => Maculotriton serriale (Deshayes, 1833)
- Maculotriton ingens Houart, 1987 => Ingensia ingens (Houart, 1987)